# Edward Goldsmith
Edward René David Goldsmith (París, 8 de noviembre de 1928-Siena, Italia, 21 de agosto de 2009), conocido como Teddy Goldsmith, fue un ambientalista anglofrancés, escritor y filósofo.

Pertenecía a la destacada familia Goldsmith: fue el primogénito del comandante Frank Goldsmith, y hermano mayor del financiero James Goldsmith. Edward Goldsmith fue fundador y editor de la revista The Ecologist. Conocido por sus opiniones enfrentadas a la sociedad industrial y el desarrollo económico, a lo largo de su vida manifestó gran admiración y empatía por las formas y valores de los pueblos tradicionales.

Fue coautor, junto a Robert Prescott-Allen, del ensayo A Blueprint for Survival (Un proyecto para la supervivencia) convirtiéndose en uno de los fundadores del partido político People (el posterior Green Party o Partido Verde), que se inspiró ampliamente en el modelo de sociedad planteado en A Blueprint for Survival. Su visión conservadora del ambientalismo lo enfrentó al sector socialista que llegó a dominar el Partido Verde británico.

En línea con la ecología profunda y la teoría de sistemas, Goldsmith fue uno de los pioneros en defender la hipótesis de Gaia, basada en un sistema autorregulador de la biosfera. 

Orador y narrador, fue un portavoz y activista, que recibió premios por su defensa del mundo natural y por dotar de visibilidad e importancia a los pueblos indígenas. Entre los galardones recibidos destaca el Right Livelihood Award y el Caballero de la Legión de Honor.

## Primeros Pasos
Edward Goldsmith nació en París en 1928, de padre alemán de origen judío, Frank Goldsmith,y de madre francesa, Marcelle Mouiller.

Entró en el colegio Millfield School, de Somerset, como estudiante de gramática, y más tarde se graduó con honores en Filosofía, Política y Economía en el Magdalen College de Oxford (1947-1950). Mientras estudiaba en Oxford, Goldsmith rechazó las ideas del cientifismo de la época, y buscó una visión del mundo más holística que le permitiera comprender la sociedad y sus problemas con mayor amplitud y a largo plazo.

Tras completar el servicio militar como oficial de la Inteligencia Británica en Hamburgo y Berlín, Goldsmith se implicó, sin éxito, en una serie de proyectos empresariales, mientras dedicaba la mayor parte de su tiempo libre al estudio de los temas que le interesarían el resto de su vida.

A lo largo de la década de 1960 viajó por el mundo con su gran amigo John Aspinall y fue testigo de la destrucción y deterioro de las sociedades tradicionales. Ello le llevó a la conclusión de que el desarrollo económico, y la industrialización que le acompaña, no significaban el progreso de la sociedad como se creía, sino que eran la causa profunda de la destrucción de la sociedad y el medio ambiente.

## Trabajo

### El Fondo de los Pueblos Indígenas
Durante las reuniones en Londres del Fondo de los Pueblos Indígenas - el comité que había creado Survival- Goldsmith formó equipo con el tesorero Robert Allen, el explorador Jean Liedloff, y el escritor de World Medicine, Peter Bunyard, para fundar The Ecologist en 1969.

### Una Ciencia Unificada
Después de rechazar el enfoque académico que consideraba reduccionista y excesivamente compartimentado, Goldsmith dedicó la mayor parte de su tiempo a la investigación y el desarrollo de sus propias teorías, lo que implicaba la unificación de las diversas ramas de la ciencia. Su "Teoría de una Ciencia Unificada" estaba fuertemente influida por:
- la cibernética (las proyecciones desarrolladas por las tecnologías de la computación);
- la Teoría de Sistemas de Ludwig von Bertalanffy;
- el enfoque holístico de los primeros académicos ecologistas;
- y el funcionalismo utilizado por muchos antropólogos.

Esta teoría sería publicada posteriormente como The Way: an ecological world view.
Previamente, Goldsmith había formulado un concepto de la biosfera como una entidad integrada, cuyos componentes autorregulados (lo que incluía también a las sociedades tribales) cooperaban, de una manera inconsciente y amplia, para el mutuo beneficio de la totalidad. Una visión que anticipaba la tesis de Gaia, de la que fue su principal defensor.
Goldsmith también fue crítico con el neo-darwinismo. Consideraba que era una teoría reduccionista y que si queríamos entender la evolución debíamos abandonar el reduccionismo y mecanicismo del paradigma científico.

### The Ecologist
En 1969 funda The Ecologist junto a Robert Allen, Jean Liedloff, y Peter Bunyard. La revista le sirve de plataforma para difundir sus teorías, que se publican regularmente en forma de artículos bajo la cabecera "Towards a Unified Sicence" (Hacia una Ciencia Unificada). La revista también fue un importante foro de debate para el incipiente Movimiento Verde, con artículos cuya temática iba desde la relevancia y supervivencia de las sociedades de cazadores y recolectores, a las tecnologías alternativas y la agricultura orgánica. Algunos artículos ya predecían el cambio climático, la escasez de recursos y los accidentes nucleares. Todos ellos iban acompañados de trabajos que analizaban temas como contaminación, superpoblación, deforestación, erosión de la tierra, poder corporativo, grandes obras hidráulicas, e incluso la denuncia sobre la participación del Banco Mundial en "financiar la destrucción de nuestro planeta".

### Un Proyecto para la Supervivencia
Firmado por más de treinta científicos destacados de la época —incluyendo a Julian Huxley, Frank Fraser Darling, Peter Medawar, Peter Scott, y C. H. Waddington—Goldsmith y su amigo, el editor Robert Allen, llamaron la atención con la publicación en 1972 de A Blueprint for Survival' (Un proyecto para la Supervivencia).
A Blueprint fue una propuesta de largo alcance para conseguir una transición radical hacia una sociedad descentralizada y desindustrializada—un intento de impedir lo que los autores definieron como "la quiebra de la sociedad y la destrucción irreversible de los ecosistemas que sustentaban la vida en el planeta". El ensayo inspiró gran parte de los puntos programáticos del Movimiento Verde, vendió más de medio millón de copias y fue traducido a dieciséis lenguas diferentes. Por muchas cuestiones, se anticipaba a las preocupaciones de las actuales Ciudades Sostenibles y Ecoaldeas
Goldsmith y Allen argumentaban que más que proyectar utopías imaginarias, como hicieran los marxistas y teóricos liberales del pasado, ellos debían mirar hacia los pueblos tribales, donde existían auténticos modelos de vida funcionando y perfectamente adaptados a la supervivencia a largo plazo y al entorno bio-ecológico del que dependían. Estos pueblos tribales, de una manera autónoma, habían demostrado formas viables de resolver la mayoría de los problemas a los que se enfrentaba la humanidad.
Tales sociedades estaban caracterizadas por pequeñas comunidades, tecnologías de escaso impacto, controles de población, manejo sostenible de los recursos, enfoque holístico y ecológicamente integrado, y un alto grado de cohesión social, salud física y mental y realización espiritual de todos sus miembros.

### El Partido "Personas"
A Blueprint fue de gran inspiración para el germen del partido político denominado People (Personas), lo que más adelante sería el Partido Verde. Goldsmith fue invitado como candidato de la circunscripción parlamentaria de Suffolk a las Elecciones Generales de febrero de 1974.
Su campaña se centró en la amenaza de desertificación provocada por la agricultura intensiva que se practicaba en la zona, y reforzó su denuncia llevando un camello asiático suministrado por Aspinall. También se apoyó en militantes barbudos vestidos con las túnicas de los jeques árabes. Su argumento era que si continuaban las modernas prácticas de agricultura intensiva, el camello sería la única forma viable de transporte en Suffolk. Goldsmith perdió su aval como representante de Suffolk, pero su atrevida campaña tuvo éxito, llamó la atención de los medios y consiguió transmitir su mensaje. Más adelante también consiguió ser europarlamentario por el Partido Ecologista en las Elecciones europeas de 1979, consiguiendo un 3% de los votos.

### Cornualles
En 1973, impulsado por el éxito de su libro A Blueprint for Survival' y por la creciente conciencia ecológica de la sociedad - tanto la Conferencia de Estocolmo como la publicación por el Club de Roma de Los Límites del Crecimiento, coincidieron en 1973—Goldsmith y su equipo editorial decidieron abandonar sus oficinas londinenses y reubicarse en el entorno rural de Cornualles, al oeste de Inglaterra. Aquí Goldsmith y sus colegas se compraron granjas y durante los diecisiete años siguientes intentaron crear una pequeña comunidad relativamente autosuficiente. Mientras, The Ecologist seguía editándose y desarrollando su agenda.
En 1977 cuándo la Electricity Generating Board (CEGB) amenazó con establecer un reactor nuclear en la zona rural de Luxulyan, Cornualles, Goldsmith estuvo entre aquellos que organizaron constantes sentadas junto a los lugareños, bloqueando día y noche las entradas de los empleados a los almacenes de material para impedir a los contratistas del CEGB iniciar los trabajos de perforación. Este campamento, que fue una de las primeras muestras de protesta medioambiental, fue rechazado por el Tribunal supremo de Inglaterra y Gales, que dictaron a favor de CEGB para que continuase las perforaciones, aunque la compañía desistió del proyecto.

### La Fundación de Paz Gandhi
En 1974, Goldsmith pasó cuatro meses con la Fundación de Paz Gandhi en Nueva Delhi, comparando el Movimiento Gandhian (Sarvodaya) con el Movimiento de Ecología en Europa. Esta experiencia le permitió crear vínculos más cercanos con los activistas medioambientales de India, en particular con el Movimiento Chipko que incluía a Sunderlal Bahuguna y Vandana Shiva. Esto supuso una gran influencia en la derivación de Goldsmith hacia el activismo ambiental, y llevó a la edición de un número especial en The Ecologist.

### El Banco Mundial
En 1984, junto con su colega Nicholas Hildyard, Goldsmith escribió un informe de varios volúmenes sobre los efectos destructivos y a gran escala de las presas hidroeléctricas. Era el comienzo de un ataque sin cuartel dirigido contra el Fondo Monetario Internacional y el Banco Mundial que, según él y sus colegas, eran los responsables de financiar la destrucción del planeta.
En una ocasión, Goldsmith escribió una carta abierta al entonces Presidente del Banco Mundial, Alden Clausen, reclamando al banco "el cese en la financiación de la destrucción del mundo tropical, la devastación de la selva, la extinción de su fauna y flora, y el empobrecimiento e inanición de sus habitantes humanos". Hasta el momento, dentro del movimiento ambientalista, no se había reconocido ampliamente la relación entre los grandes proyectos de desarrollo y la destrucción social y medioambiental.

### Campaña de bosques
En 1989 Goldsmith ayudó a organizar una campaña internacional que solicitaba poner freno a la destrucción de los bosques restantes que tan devastadores efectos tenía sobre las culturas indígenas, la biodiversidad y el clima global. La campaña consiguió más de 3 millones de firmas que fueron llevadas a la sede de la ONU en Nueva York en carretillas. Posteriormente Goldsmith y un grupo de activistas ocuparon el principal vestíbulo, negando a moverse hasta que el Secretario General (Pérez de Cuéllar) no se comprometiera a recibirlos. El grupo reclamó que se organizara una reunión extraordinaria del Consejo de Seguridad que afrontara la crisis global provocada por la deforestación. Aunque no se logró, la campaña consiguió una reunión en el Senado de Estados Unidos con un grupo de senadores, capitaneados por Al Gore, a quienes solicitaron se dejase de respaldar al Banco Mundial.

### La Fundación Goldsmith
En 1991, con el apoyo financiero de su hermano James, Goldsmith creó la Fundación Goldsmith (JMG) para apoyar una gama diversa de organizaciones no gubernamentales que luchan contra las actividades ambientalmente destructivas, y otras que proporcionan alternativas sostenibles.

### The Way
En 1990, animado por Arne Næss, Goldsmith dejó el comité editorial de The Ecologist a Nicholas Hildyard, mientras se tomaba tiempo para escribir su gran obra filosófica The Way: an ecological worldview(1992). The Way era la culminación y síntesis de más de cuatro décadas de desarrollo teórico, encarnando una coherente visión sobre el mundo por la que Goldsmith intentaba explicar los problemas de origen antropogénico a los que se enfrenta el mundo, proponiendo soluciones a ellos. Gran parte de este trabajo ya lo había madurado cuando publicó los primeros números de The Ecologist en 1970.

### Vida más tardía
Además de la revista británica The Ecologist, Goldsmith ayudó a financiar e impulsar la edición en otras lenguas y contextos sociales por empresas independientes de diferentes países, incluyendo:
Brasil (en portugués); Francia (en francés); Asia (India); Italia (en italiano); Grecia (en griego); El Pacific (Nueva Zelanda); Líbano (en árabe); Latinoamérica (en español); y Colombia (en español).
Continuó asistiendo a reuniones clave alrededor del mundo, y se implicó en numerosas campañas de las distintas organizaciones- fue Presidente del Fondo de Iniciativas del Clima, Richmond, Reino Unido; miembro del Foro Internacional anti Globalización, San Francisco, EE. UU.; miembro fundador de Marunui Conservación Ltd., Mangawhai, Nueva Zelanda (1987); y miembro fundador y vicepresidente de ECOROPA, un club ecológico europeo y centro de pensamiento (1975).

## Filosofía
- Decrecimiento
- Holismo
- Escala humana
- Neotribalismo
- Filosofía perenne

## Controversias
En 1997, después de una violenta ruptura con su equipo editorial—y fundamentalmente con su amigo y colega Nicholas Hildyard—Goldsmith se quedó solo en la edición de The Ecologist. Su ausencia durante años la había resuelto trayendo a la Sociedad Internacional para la Ecología y la Cultura (ISEC) para que funcionase como equipo editorial. Su sobrino Zac, quién entonces trabajaba para ISEC, fue finalmente el editor.
Tras la ruptura con Hildyard entró en un período de aislamiento de la escena británica, reforzado con problemas de salud, en el que se dedicó a criticar amargamente a muchos políticos del movimiento ambiental.
Estuvo acusado de afiliarse al Nouvelle Droite, la voz intelectual del movimiento "European New Right" tras dirigir en París un simposio en Políticas Verdes auspiciado por GRECE (Research and Study Group on European Culture), una escuela de pensamiento político basada en los trabajos de Alain de Benoist. La contribución de Goldsmith al simposio fue con "Une société écologique: la seule alternativa" (Una sociedad ecológica: la única alternativa). Este tipo de actos y otros similares aumentaron la tensión con su colega Nicholas Hildyard.

Más tarde, mediante un polémico artículo publicado en el diario Guardián  "Camisas Negras en Pantalones Verdes", George Monbiot ( cofundador del partido político izquierdista Respeto) acusó a Goldsmith "de haber defendido la separación forzosa de Tutsis y Hutus en Ruanda y de protestantes y católicos en Ulster, con el argumento de que eran 'grupos étnicos distintos' e incapaces de una co-habitación (lo que Goldsmith rechazó). Esto, junto con otros ataques, le llevó a escribir su réplica My Answer (Mi Respuesta).
Su cercanía a Sir James Goldsmith, su hermano financiero, y la amistad de toda la vida con John Aspinall, propietario de un casino y conservacionista, junto con su postura antimodernista y el apoyo a los pueblos indígenas, le aseguraron muchos detractores lo largo de su vida. A pesar de esto, recibió el apoyo, afecto y respeto del espectro completo del movimiento ambiental, así como de muchas personas que compartían sus puntos de vista y preocupaciones manifestados en su filosofía.
Su mensaje continuó difundiéndose alrededor del mundo, en particular a través de su trabajo en el Foro Internacional sobre Globalización (IFG), y con independencia de su acritud anterior, Hildyard y Goldsmith llegaron a restaurar su antigua amistad.

## Premios
- EMCI, Natura Uomo Ambiente, 8.º Symposio Ecológico Internacional, Napoli 1979
- Right Livelihood Award,1991[38]
- Caballero de la Legión de Honor, 1991.
- Premios Internacionales Vida Sana (Asociación orgánica española), 1991
- Premio al Mejor Libro del Año en Ecología Política Transformacional, otorgado por la American Political Science Association, por The Case Against the Global Economy: and for a turn towards the local, coeditado con Jerry Mander, 1997
- Consejo para Derechos humanos y Asuntos Internacionales (estatua de Shiva)
- Premio de Milenio de Gandhi, 2001
- Foro internacional sobre Globalización, Premio a una vida, 24 de febrero de 2007

## Influencias
- Pueblos tribales
- Ludwig von Bertalanffy
- Alfred Del norte Whitehead
- Karl Polanyi
- Michael Polanyi
- Gandhi
- Eugene Odum
- C. H. Waddington
- Paul Alfred Weiss
- William Homan Thorpe
- Placide Tempels
- Alfred Radcliffe-Marrón
- Roy Rappaport
- Richard St. Barbe Panadero

## Asociados
- John Aspinall (dueño de zoológico)
- Jerry Mander
- Helena Norberg-Hodge
- Vandana Shiva
- Mae-Wan Ho
- John Papworth
- David Fleming
- Eugene Odum
- Gerardo Reichel-Dolmatoff
- Richard Willson Archivado el 6 de octubre de 2015 en Wayback Machine.
- Lawrence Cerros
- Richard St. Barbe Panadero
- James Lovelock
- El Príncipe de Gales

## Vida personal
Con su primera mujer, Gillian Marion Pretty, tuvo dos hijas y un hijo:
- Clio Goldsmith, casada en primeras nupcias con Carlo Alessandro Puri Negri, y posteriormente con Mark Shand;
- Dido Goldsmith, casada con Peter Whitehead.

Con su segunda mujer, Katherine Victoria James, tuvo dos hijos.
Tiene un hermano, James Goldsmith: es el tío de Zac Goldsmith, Jemima Khan y Ben Goldsmith.

### Autor
- The Stable Society (Wadebridge Press, 1978).
- The Great U-Turn: De-industrialising Society Green Books, 1988
- The Way: an ecological world view (Rider 1992; Revised Edition, Green Books 1996).
- Les sept sentiers de l'écologie (The seven paths of ecology) (Editions Alphée, 2006).

### Co-author
- A Blueprint for Survival (Penguin, 1972)
- The Doomsday Funbook (Joys of Apocalypse) 1977
- The Social and Environmental Effects of Large Dams (Wadebridge Ecological Centre):

Volumen I (1984)
Volumen II (1986)
Volumen III (1992)
- 5,000 Days to Save the Planet. (Hamlyn, 1990)
- The Doomsday Fun Book New Edition. (John Carpenter, 2006)

### Editor
- Puede Gran Bretaña Sobrevivir? (Autor de parte. Tom Stacey, 1971).
- La Médecine à la Cuestión (Fernand Nathar, Francia 1981).
- El Informe de la Tierra (Mitchell Beazley, 1988).
- Gaia, la Tesis, los Mecanismos y las Implicaciones (Wadebridge Centro Ecológico, 1988).
- Gaia Y Evolución (Coeditor con Peter Bunyard. 1990).
- The Case Against the Global Economy: and for a turn towards the local (Coeditor with Jerry Mander. Sierra Book Club, 1996)
- Le Piège se Referme (La trampa chasquea cerrada otra vez) (Francia 2001).

### Ensayos (selección)
- My answer
- Towards a biospheric ethic
- The fall of the Roman Empire
- The family basis of social structure
- How to feed people under a regime of climate change
- Can the environment survive the global economy?
- Development and colonialism
- The myth of flood control
- Religion at the Millennium
- Art and ethics
- Development as Colonialism